# Calao gris
Ocyceros griseus
Espèce
Statut de conservation UICN

 LC  : Préoccupation mineure
Le Calao gris (Ocyceros griseus) est une espèce d'oiseau de la famille des Bucerotidae.

## Habitat et répartition

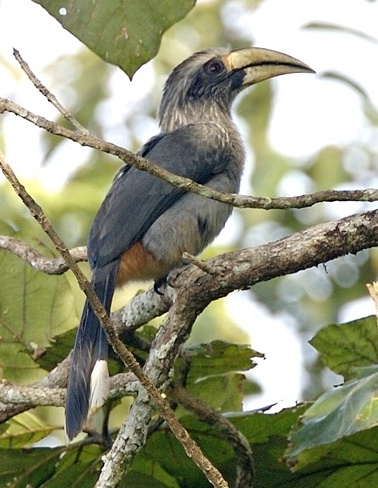
une femelle (Kerala)

Il vit dans les Ghats occidentaux.

## Mensurations
Il mesure environ 45 cm.

## Alimentation
Il se nourrit surtout de figues et d'insectes.